# Rendezvous mit dem Tod: Warum John F. Kennedy sterben musste
Rendezvous mit dem Tod: Warum John F. Kennedy sterben musste ist ein Dokumentarfilm des deutschen Filmemachers Wilfried Huismann.
Der Film macht Fidel Castro und den kubanischen Geheimdienst für Lee Harvey Oswalds Attentat auf John F. Kennedy verantwortlich.

## Handlung
Wilfried Huismann macht sich in seinem Dokumentarfilm auf die Suche nach Hintermännern, die Lee Harvey Oswald den Auftrag für den Kennedy-Mord am 22. November 1963 gegeben haben könnten. Er kommt zum Schluss, dass Oswald vom kubanischen Geheimdienst G-2 rekrutiert wurde und während seines Aufenthalts in Mexiko-Stadt im September 1963 den Auftrag erhielt, Kennedy zu erschießen.
In seiner Beweisführung stützt sich Huismann auf den ehemaligen FBI-Supervisor Laurence Keenan, der noch im November 1963 nach Mexiko reiste, um die Spur von Oswald zu verfolgen. Seine damaligen Recherchen musste Keenan abbrechen, da sie dem neuen Präsidenten Lyndon B. Johnson zu brisant waren. 40 Jahre später nimmt er gemeinsam mit Huismann die Spur wieder auf.
Seine These untermauert der Film mit Zeitzeugen-Interviews, darunter: Alexander Haig und Joseph A. Califano (enge Mitarbeiter Präsident Johnsons), Sam Halpern (Robert F. Kennedys Mann bei der CIA), der selbst für die Pläne zur Ermordung Castros verantwortlich war, und General Fabián Escalante (ehemaliger Chef des kubanischen Geheimdienstes G-2). Zusätzlich wird sie durch neue Aktenfunde beim KGB und beim ehemaligen mexikanischen Geheimdienst DFS und durch Abhörbänder der kubanischen Botschaft in Mexiko unterstützt.

## Ausstrahlung
In Deutschland lief die 850.000 Euro teure Produktion als Free-TV-Premiere am 6. Januar 2006 ab 21:45 Uhr im Ersten. Diese verfolgten insgesamt 2,10 Millionen Zuschauer bei 7,8 Prozent Marktanteil, in der werberelevanten Zielgruppe waren es 0,55 Millionen Zuschauer bei 4,6 Prozent Marktanteil.

## Kritiken
Die These des Films und seine Beweisführung wurde heftig diskutiert:

„Es zeigt eindrucksvoll, daß Oswald geradezu der ideale Handlanger für Castro gewesen wäre, beweist aber keinesfalls abschließend, daß der kubanische Staatschef tatsächlich hinter dem vielleicht berühmtesten Mord des 20. Jahrhunderts steckt. So bleibt dieser weiterhin eines der großen Rätsel, zu dem Huismann gewiß ein weiteres Puzzlestück beigetragen hat.“

„Huismann behauptet nun, die bislang fehlenden Belege beisteuern zu können. […] Doch bei genauerem Hinsehen erweisen sich die Glieder der Beweiskette als wenig belastbar. Keiner der Zeugen Huismanns war an der angeblichen Operation persönlich beteiligt. […] Für Huismanns Integrität spricht, dass er auch jene Teile der Interviews sendet, in denen ihm widersprochen wird, etwa durch Rolando Cubela, einem Chirurgen und vehementen Castro-Gegner.“

„Noch ist das Gesamtbild nicht klar erkennbar, aber der Film formuliert eine Reihe von konkreten Fragen, die etwa eine kubanische Gauck-Behörde eines Tages beantworten könnte. Es ist wieder Bewegung in die Ermittlungen gekommen. Daß hieran ausgerechnet die ARD beteiligt ist, dafür kann man ihr so manchen Stadl verzeihen.“

„…wer heute abend genau hinguckt, wird entdecken, dass viele Bindeglieder der Argumentationskette fehlen. […] Was bleibt? Ein neues Puzzlestück in Kennedy-Mord. Und eine Gewissheit. Die nämlich, dass Oswald mit all seinen Verbindungen zu den Kubanern ein geradezu idealer Sündenbock gewesen wäre. Für möglicherweise ganz andere Verschwörer.“

„Huismanns Recherche ist dicht, sie ist plausibel und bleibt in sich logisch. Viel mehr kann ein Dokumentarfilm nicht leisten. Ganz sicher wird der Film nicht das letzte Wort zum Thema Kennedy-Mord sein. Aber seine These zu widerlegen dürfte nicht ganz einfach sein.“

„Der Dokumentarfilm verdichtet Recherchen über den Mord an Präsident John F. Kennedy 1963 zur spannenden "True-Crime-Story", die neue Ergebnisse vorlegt. Die Spur führt nach Mexiko-Stadt, wo der spätere Mörder Harvey Lee Oswald von kubanischen Agenten instruiert worden sein soll. Der Befehl erging von oberster kubanischer Regierungsstelle und soll Castros späte Antwort auf die im April 1961 gescheiterte Invasion in der Schweinebucht gewesen sein. Mit den Ergebnissen, die der Film vorlegt, scheinen Spekulationen um das Attentat endgültig der Vergangenheit anzugehören. Die Brisanz liegt vor allem in der Fülle an Zeugenaussagen, Indizien und Belegen, woraus ein überaus spannender Film montiert wurde, der bisweilen Züge eines James-Bond-Thrillers hat.“

„Entscheidend aber ist, dass sich Huismanns Beweise bei näherer Prüfung als höchst fragwürdig herausstellen, einige erscheinen schlichtweg als Bluff. Etliche Behauptungen der „historischen Sensation“ kursierten zudem schon vor Jahrzehnten.“

Die Filmemacher antworteten auf diesen Focus-Artikel in einer Stellungnahme auf der Website des WDR:

„Allerdings ist keiner der im Artikel erhobenen Vorwürfe neu, es sind ausgesprochen „alte Hüte“, und keiner kann Huismanns These erschüttern. Schlimmer noch: die Autoren des Focus-Beitrags scheuten nicht davor zurück eine journalistische Kerntugend in den Wind zu schlagen. Uli Martin, einer der Autoren und Focus-Redakteur, lehnte es ausdrücklich ab, mit Huismann ein Gespräch zu führen und dessen Recherche-Unterlagen einzusehen - so genau wollte man es dann doch nicht wissen. Der Vorwurf mangelnder Recherche fällt voll auf die Focus-Redakteure zurück!“

Der amerikanische Historiker David E. Kaiser wertete die abgehörten Telefonate der kubanischen Botschaft mit den Sowjets aus und fand keine Hinweise auf einen Mordauftrag. Nach den vorliegenden Transkripten ging es einzig darum, dass Oswald mit seiner Familie via Kuba in die Sowjetunion zurückkehren wollte.

## Auszeichnungen
Reinhard Gossmann wurde im Jahr 2006 für den Deutschen Kamerapreis nominiert. Zuvor hatte der Film den Bremer Dokumentarfilm Förderpreis 2003 erhalten.

## Hintergrund
Der Titel Rendezvous mit dem Tod geht auf Kennedys Lieblingsgedicht Rendezvous with Death von Alan Seeger zurück, welches mit den Versen endet:

But I've a rendezvous with Death

At midnight in some flaming town,

When spring trips north again this year,

And I to my pledged word am true

I shall not fail that rendezvous

## Veröffentlichung als DVD und Buch
- Der Film erschien am 28. September 2006 auf DVD. Darauf sind weitere 30 min Interviewmaterial enthalten.
- Wilfried Huismann: Rendezvous mit dem Tod. Warum John F. Kennedy sterben musste. Pendo-Verlag, München/Zürich 2006, ISBN 3-86612-095-8